# Parque Nacional da Natureza de Beshtash
O Parque Nacional da Natureza de Beshtash é um parque natural na região de Talas, no Quirguistão. Localizado a 13 km da cidade de Talas, foi fundado em 1996, ocupa 13.650 hectares, incluindo 5557 hectares de área de protecção integral, 2.257 hectares de área para uso recreativo regulamentado e 5.836 hectares de área para actividade económica regulamentada Ele circunda o rio Besh Tash.